# Diocesi di Ratzeburg

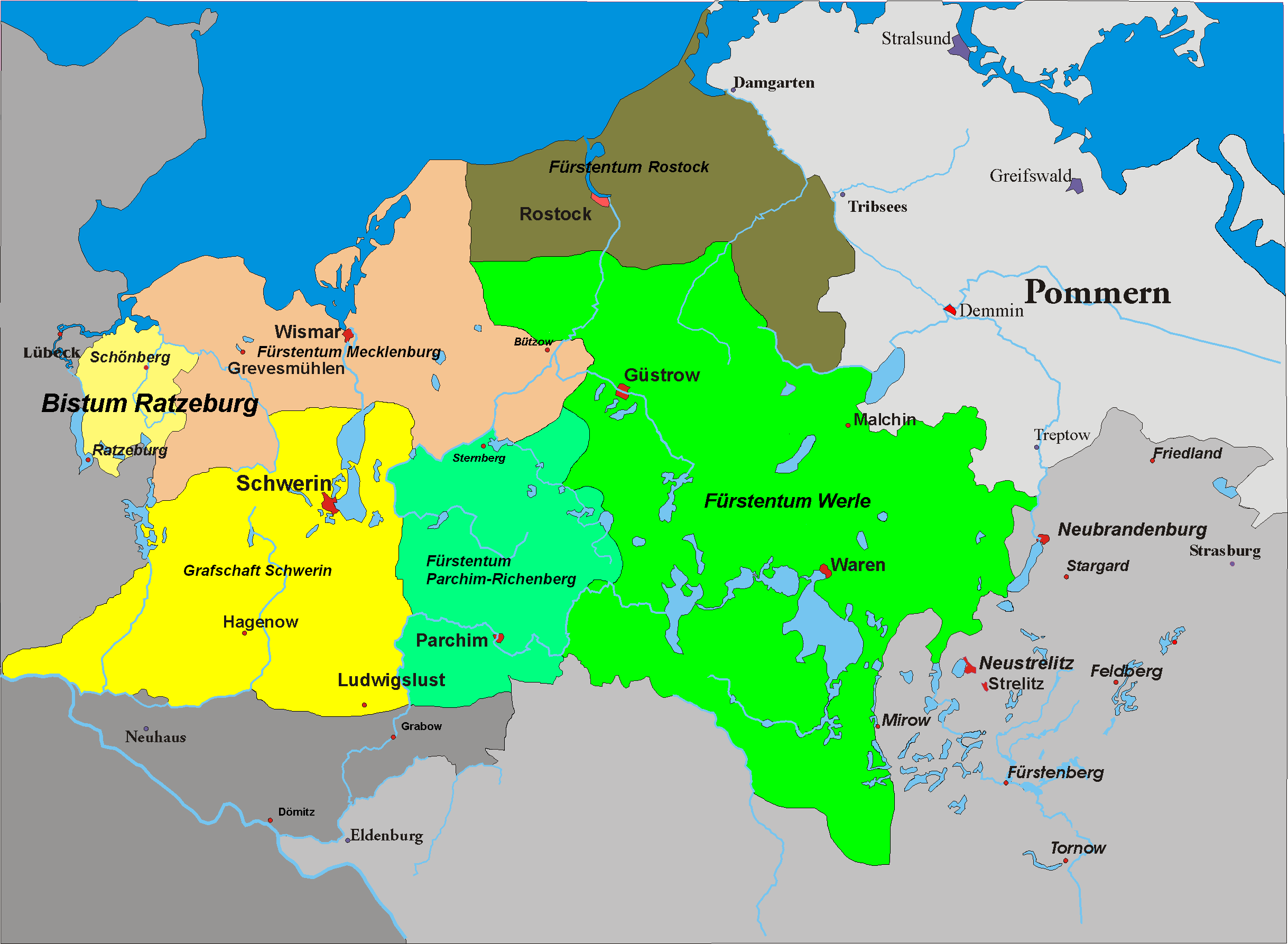
Mappa del Meclemburgo e del principato ecclesiastico di Ratzeburg (ad occidente).

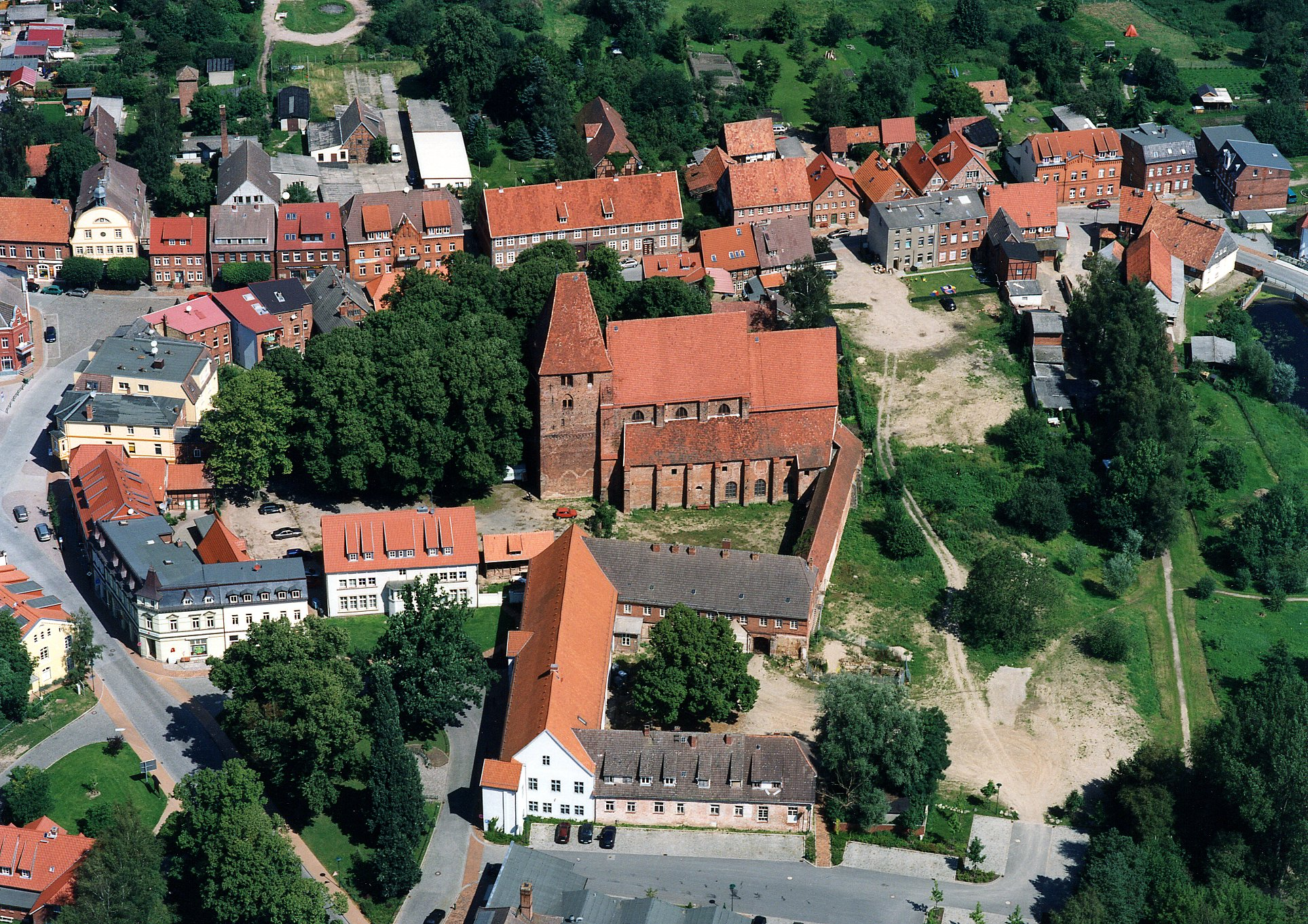
Vista aerea del monastero benedettino di Rehna, fondato nel 1237 dal vescovo Ludolf.

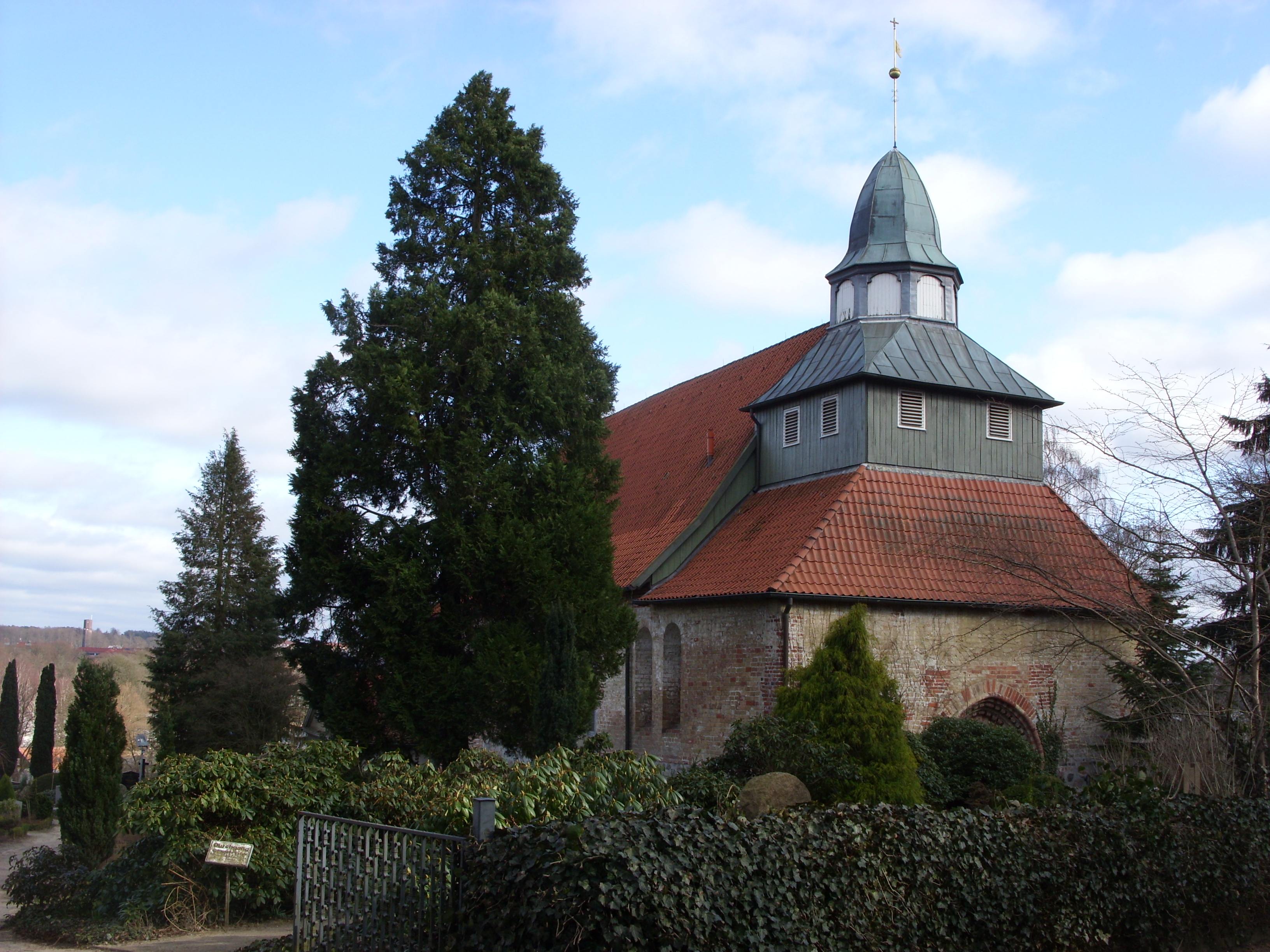
La chiesa dell'abbazia benedettina di San Giorgio al Monte (St. Georg auf dem Berge) a Ratzeburg, fondata alla fine dell'XI secolo.

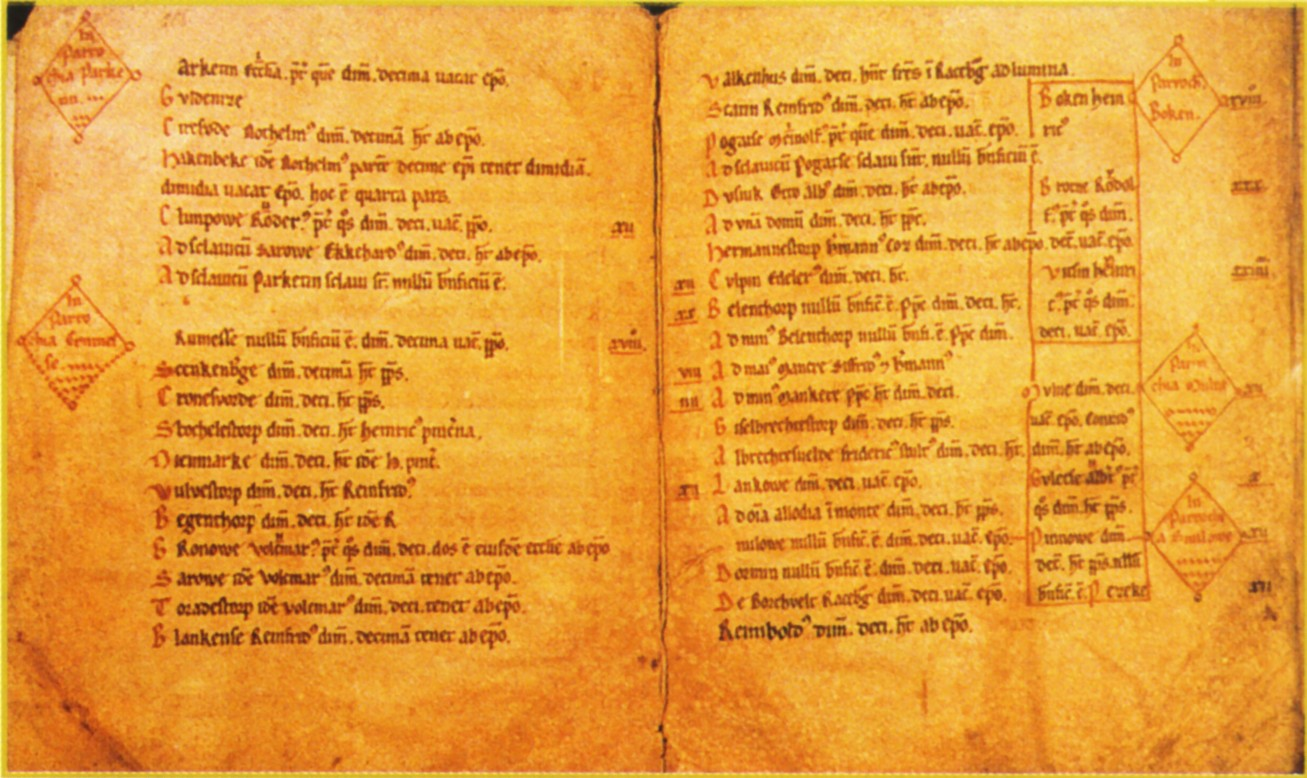
Il libro delle decime (Ratzeburger Zehntregister) della diocesi di Ratzeburg del 1230.

La diocesi di Ratzeburg (in latino Dioecesis Ratzeburgensis) è una sede soppressa della Chiesa cattolica in Germania ed un antico principato ecclesiastico del Sacro Romano Impero.

## Territorio
La diocesi era collocata nel nord della Germania, tra l'Holstein e il Meclemburgo-Schwerin. Confinava ad ovest con la diocesi di Lubecca e l'arcidiocesi di Amburgo-Brema, a nord con il mare, ad est con le diocesi di Schwerin e di Havelberg, e a sud con la diocesi di Verden, da cui era separata dal fiume Elba.
Sede vescovile era la città di Ratzeburg, dove si trovava la cattedrale di Santa Maria e San Giovanni evangelista.

## Storia
La diocesi di Ratzeburg fu una delle diocesi fondate da Adalberto di Brema attorno al 1050, con territorio ricavato da quello della diocesi di Oldenburg. La rivolta degli Obodriti, della tribù dei Venedi, costrinse alla fuga il vescovo Aristo e molti cristiani, e mise fine all'opera di evangelizzazione.
Solo un secolo dopo, con un'apposita crociata, fu imposta con le armi la religione cristiana alle popolazioni dei Venedi. L'evangelizzazione fu ripresa grazie all'opera dei Premostratensi e del loro fondatore, san Norberto, che inviò nella regione un suo discepolo, Evermondo, che divenne il primo vescovo della restaurata diocesi.
Nel 1157 papa Adriano IV concesse la fondazione del capitolo dei canonici. Il capitolo era costituito dai monaci premostratensi; fu secolarizzato da papa Giulio II nel 1504.
Originariamente la diocesi era suffraganea dell'arcidiocesi di Amburgo. Il 25 settembre 1188 con il breve Ex iniuncto nobis di papa Clemente III Ratzeburg entrò a far parte della provincia ecclesiastica dell'arcidiocesi di Brema, dove era stata trasferita la sede di Amburgo, assieme alle diocesi di Lubecca, di Schwerin e di Schleswig.
Nel 1230 il vescovo Gottschalk redasse un registro delle decime che raccoglieva dalle parrocchie della diocesi; questo testo, giunto fino a noi, rappresenta un prezioso documento sull'organizzazione territoriale della diocesi nel basso medioevo; in esso sono censite oltre 40 parrocchie.
Nel 1236 il vescovo Pietro fu investito dall'imperatore Federico II del potere temporale, con giurisdizione civile sulla terra di Butin, che ottenne l'immediatezza imperiale. Era sottomessa al potere temporale dei vescovi anche un'enclave all'interno della città di Ratzeburg, costituita dalla cattedrale, dal capitolo canonicale e da altri edifici religiosi. Da questo momento i vescovi ottennero il titolo di principi dell'Impero.
Tra le principali abbazie presenti nella diocesi, sono da ricordare quelle benedettine di San Giorgio a Ratzeburg, fondata da sant'Ansvero e dove il fondatore trovò la morte insieme ai suoi monaci in seguito alla rivolta degli Obodriti nel 1066; e quelle di Rehna, di Wismar e di Eldena.
Nel 1552 la cattedrale fu saccheggiata dai luterani; contestualmente l'intero capitolo aderì alla nuova confessione religiosa, il cui avvento pose fine di fatto alla diocesi cattolica. L'ultimo vescovo in comunione con la Santa Sede fu Christoph von der Schulenburg, dimesso il 5 ottobre 1554 per la sua adesione al luteranesimo.
Con la pace di Vestfalia del 1648 fu soppresso anche il principato ecclesiastico, che venne secolarizzato, assumendo il nome di principato di Ratzeburg sotto il controllo diretto dei duchi di Meclemburgo-Schwerin.

## Cronotassi dei vescovi
- Aristo † (circa 1051 - ?)
- Sant'Evermodo, O.Praem. † (1154 - 17 febbraio 1178 deceduto)
- Sant'Isfried, O.Praem. † (5 aprile 1178 - 15 giugno 1204 deceduto)
- Philipp † (giugno 1204 - 14 novembre 1215 deceduto)
- Heinrich † (1215 - 29 aprile 1228 deceduto)
- Lambert von Barmstede † (1228 - 25 ottobre 1228 deceduto)
- Gottschalk † (1229 - 8 dicembre 1235 deceduto)
- Petrus † (gennaio 1236 - 29 agosto 1236 deceduto)
- San Ludolfo, O.Praem. † (1236 - 29 marzo 1250 deceduto)
- Friedrich † (1250 - 15 luglio 1257 deceduto)
- Ulrich von Blücher † (1257 - 16 gennaio 1284 deceduto)
- Konrad † (24 luglio 1284 - 28 luglio 1291 deceduto)
- Hermann von Blücher † (1291 - 8 febbraio 1309 deceduto)
- Marquard von Jossow † (1309 - 3 aprile 1335 deceduto)
- Volrad von dem Dorne † (4 luglio 1335 - 23 ottobre 1355 deceduto)
- Otto von Gronow † (2 marzo 1356 - 13 novembre 1356 deceduto)
- Wipert von Blücher † (15 febbraio 1357 - 15 settembre 1367 deceduto)
- Heinrich von Wittorf † (17 dicembre 1367 - 15 novembre 1388 deceduto)
- Gerhard Holtorp † (1388 - 20 luglio 1395 deceduto)
- Detlef von Berkentin † (1º ottobre 1395 - 1418 dimesso)
- Johann von Trempe † (28 novembre 1418 - 18 ottobre 1431 deceduto)
- Pardam von dem Knesebeck † (7 aprile 1432 - 6 ottobre 1440 deceduto)
- Johann Prohl † (8 novembre 1440 - 17 marzo 1454 deceduto)
- Johann von Preen † (23 agosto 1454 - 9 ottobre 1461 deceduto)
- Ludolf aus Ratzeburg † (24 ottobre 1461 - 2 gennaio 1466 deceduto)
- Johann Stalkoper † (14 aprile 1466 - 21 gennaio 1479 deceduto)
- Johann von Berkentin † (31 marzo 1479 - 15 giugno 1511 deceduto)
- Heinrich Bergmeier † (10 settembre 1511 - 2 ottobre 1524 deceduto)
- Georg von Blumenthal † (6 marzo 1525 - 25 ottobre 1550 deceduto)
- Christoph von der Schulenburg † (22 maggio 1551 - 5 ottobre 1554 dimesso)
  - Sede soppressa